# Dysonia ephippium
Dysonia ephippium är en insektsart som först beskrevs av Stoll, C. 1813.  Dysonia ephippium ingår i släktet Dysonia och familjen vårtbitare. Inga underarter finns listade i Catalogue of Life.